# Sam Myhrman (1868–1926)
Sam Gustaf Laurentius Myhrman, född den 23 april 1868 i Roma församling, Gotlands län, död den 25 januari 1926 i Stockholm, var en svensk militär. Han var sonson till Gustaf Myhrman, far till Gustaf och Sam Myhrman samt farfar till Johan Myhrman.
Myhrman blev underlöjtnant vid Upplands regemente 1888, löjtnant där 1894 och vid Generalstaben 1898. Han var lärare i ryska språket vid Krigshögskolan 1900–1904 och förste lärare i krigskonst vid Krigsskolan 1904–1907. Myhrman blev kapten vid Generalstaben 1901, vid Upplands infanteriregemente 1904 och vid Jämtlands fältjägarregemente 1905. Han blev major vid Generalstaben 1908 och överstelöjtnant vid Kalmar regemente 1911. Myhrman var överste och chef för sistnämnda regemente 1914–1926. Han invaldes som ledamot av Krigsvetenskapsakademien 1911. Myhrman blev riddare av Svärdsorden 1909 och av Nordstjärneorden 1914, kommendör av andra klassen av Svärdsorden 1918 och kommendör av första klassen 1921. Han vilar på Sankt Lars kyrkogård i Eksjö.